# Алімжанов Ануар Турлибекович
Ануар Турлибекович Алімжа́нов (каз. Әнуар Тұрлыбекұлы Әлімжанов; нар. 12 травня 1930, Карлигаш — пом. 9 листопада 1993, Алмати) — казахський письменник, журналіст.

## Біографія
Народився 12 травня 1930 року в аулі Карлигаші (нині Алакольський район Жетисуської області Казахстану). Рано став сиротою, виховувався у дитячому будинку. Член КПРС з 1953 року. 1954 року закінчив факультет журналістики Казахського державного університету в Алмати.
Працював у газетах «Алма-Атинська правда», «Ленінська зміна», пізніше у «Літературній газеті» як її кореспондент по Середній Азії та Казахстану. Протягом 1963—1967 років був головним редактором студії «Казахфільм», у 1968 році — кореспондентом газети «Правди». З 1969 року працював головним редактором літературного тижневика «Казах адебієті», був членом комітету зі зв'язків із письменниками Азії та Африки. З 1971 по 1979 рік обирався першим секретарем Спілки радянських письменників Казахстану. Одночасно в цей же час і по 1981 рік був секретарем правління Спілки письменників СРСР. У 1981—1991 роках очолював Казахське агентство охорони авторських прав.
З березня по жовтень 1991 року — президент Асоціації комерційного телебачення та радіомовлення Казахської РСР; з жовтня 1991 року по січень 1992 року — голова Ради Республік Верховної Ради СРСР. Обирався депутатом Верховної Ради Казахської РСР 8—10, 12 скликань. Був головою Казахського відділення Радянського фонду культури, головою Казахського комітету захисту миру. З 1992 року — голова Соціалістичної партії Казахстану. Помер 9 листопада 1993 року в Алмати, де і похований.

## Творчість
Писав російською мовою. Серед творів:
- «Білий друг, жовтий друг, чорний друг» (1957; репортаж про Всесвітній фестиваль молоді та студентів у Москві);

збірки нарисів та оповідань
- «Вічне коріння» (1960);
- «П’ятдесят тисяч миль по воді і по суші» (1962);
- «Палаючий спис» (1977; про героїв Африки, що бореться).

повісті
- «Караван йде до сонця» (1962);
- «Сині гори» (1964).

романи
- «Сувенір із Отрара» (1966);
- «Степове відлуння» (трилогія):
  - «Стріла Махамбета» (1969; про поета-воїна Махамбета Утемісова);
  - «Гонець» (1974; про боротьбу казахів із джунгарськими завойовниками у 18 столітті)
  - «Повернення учителя» (1979; про мислителя і філософа Сходу Аль-Фарабі);
- «Дорога людей» (1984; про трагедію Аральського моря).

Автор книги літературних есе і спогадів «Людина без друга бідна» (1986). 
Українською мовою окремі твори письменника переклав Арсен Іщук.

## Відзнаки
- Премія Ленінського комсомолу Казахстану (1965; за повість  «Караван йде до сонця»);
- Державна премія Казахської РСР (1967; за повість «Сині гори»);
- Міжнародна премія імені Джавахарлала Неру (1969; за історичний роман «Сувенір із Отрара»);
- Нагороджений орденами Дружби народів, «Знак Пошани».